# Stefan Liwski
Stefan Liwski (ur. 2 sierpnia 1921 w Olszewnicy, zm. 28 sierpnia 2019 w Opolu) – polski uczony, profesor nauk technicznych, prorektor, dziekan i profesor Szkoły Głównej Gospodarstwa Wiejskiego w Warszawie, torfoznawca.

## Życiorys
Syn Leona i Małgorzaty z domu Trzaskoma. W 1939 ukończył naukę w liceum w Nowym Dworze Mazowieckim (obecnie Liceum Ogólnokształcące im. Wojska Polskiego).
Od 1939 do 1944 walczył w konspiracji. Był żołnierzem Armii Krajowej (VII Obwód „Obroża” (powiat warszawski) Warszawskiego Okręgu Armii Krajowej – 1 Rejon „Brzozów” (Legionowo) – III batalion – 8. kompania – pluton 724, następnie w oddziale por. „Koraba”, Konstantego Radziwiłła).
W latach 1949–1950 studiował na Wydziale Rolniczym Szkoły Głównej Gospodarstwa Wiejskiego, uzyskując w 1951 r. dyplom inżyniera rolnictwa i magistra nauk agrotechnicznych. W 1959  obronił pracę doktorską na Wydziale Melioracji Wodnych SGGW. W 1963 otrzymał stopień naukowy doktora habilitowanego w zakresie torfoznawstwa. Był wykładowcą Szkoły Głównej Gospodarstwa Wiejskiego w Warszawie. W latach 1964–1969 pełnił tam funkcję kierownika Katedry Torfoznawstwa, w 1968–1970 prodziekana Wydziału Melioracji Wodnych, w latach 1970–1972 dziekana tego wydziału. Od 1972 do 1981 był I Zastępcą Rektora SGGW. W roku 1971 otrzymał tytuł naukowy profesora nadzwyczajnego, a w 1982 profesora zwyczajnego..
Należał do: Komitetu Melioracji PAN, Polskiego Towarzystwa Gleboznawczego, Międzynarodowego Stowarzyszenia Torfowego.
Był odznaczony m.in. Krzyżem Komandorskim i Krzyżem Kawalerskim Orderu Odrodzenia Polski, Medalem Komisji Edukacji Narodowej, Krzyżem Armii Krajowej, Krzyżem Partyzanckim, Warszawskim Krzyżem Powstańczym, Odznaką Honorową za Zasługi dla Światowego Związku Armii Krajowej, Złotą Odznaką Honorową „Za Zasługi dla SGGW”.
Pochowany na cmentarzu komunalnym w Opolu.